# Blue City (centre commercial)
Ne doit pas être confondu avec Blue City ou Bluecity.
Blue City est un centre commercial et de divertissement situé 179 Aleje Jerozolimskie à Varsovie.

## Description
Installé sur un terrain d'environ 4 hectares, le bâtiment occupe 185 000 m2. Il abrite 65 000 m2 de surfaces commerciales et 33 000 m2 de bureaux. Le centre commercial comprend 230 boutiques et 25 restaurants et cafés. Au-dessus de l'atrium se trouve un dôme de verre d'une portée de 36 mètres.

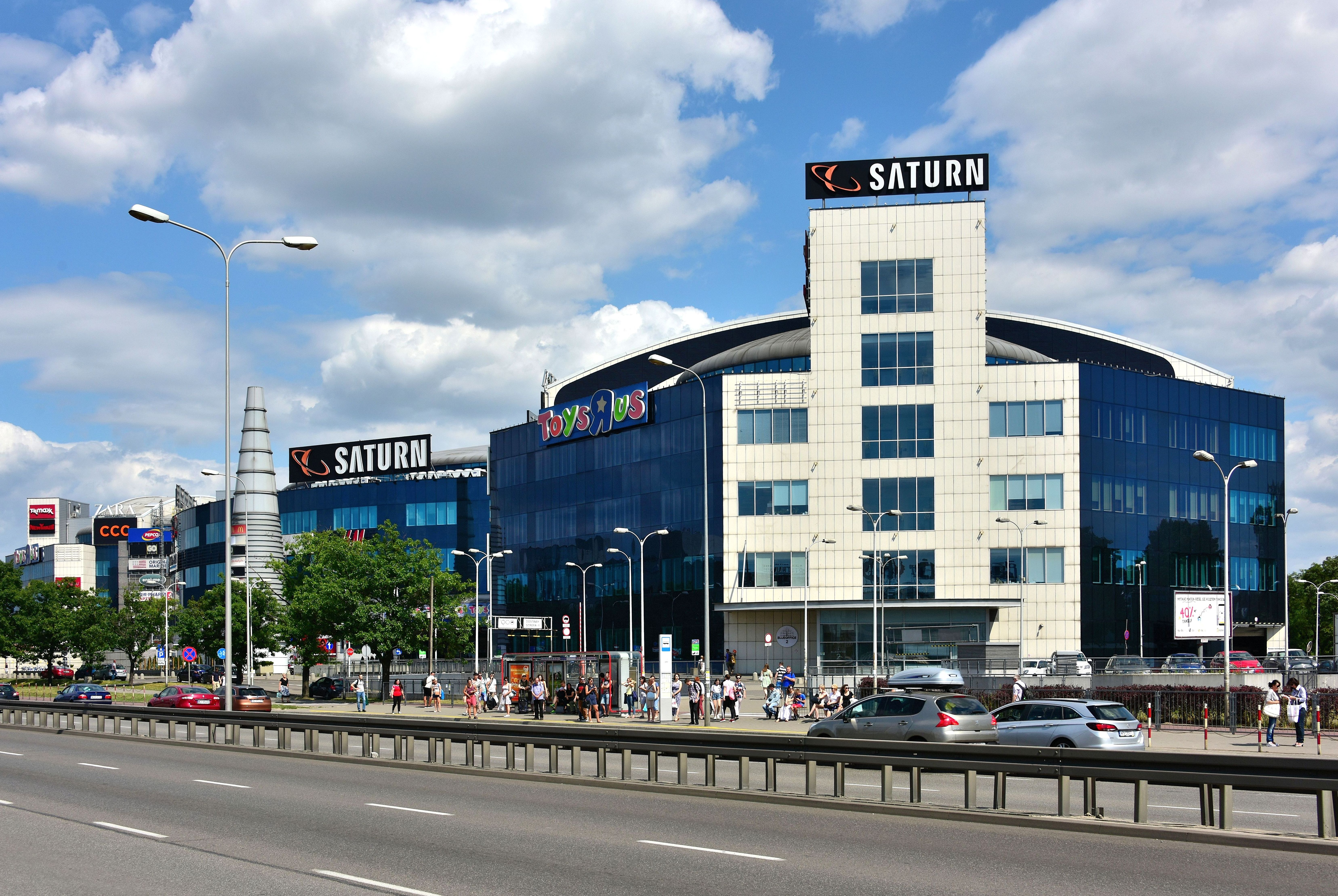
Extérieur
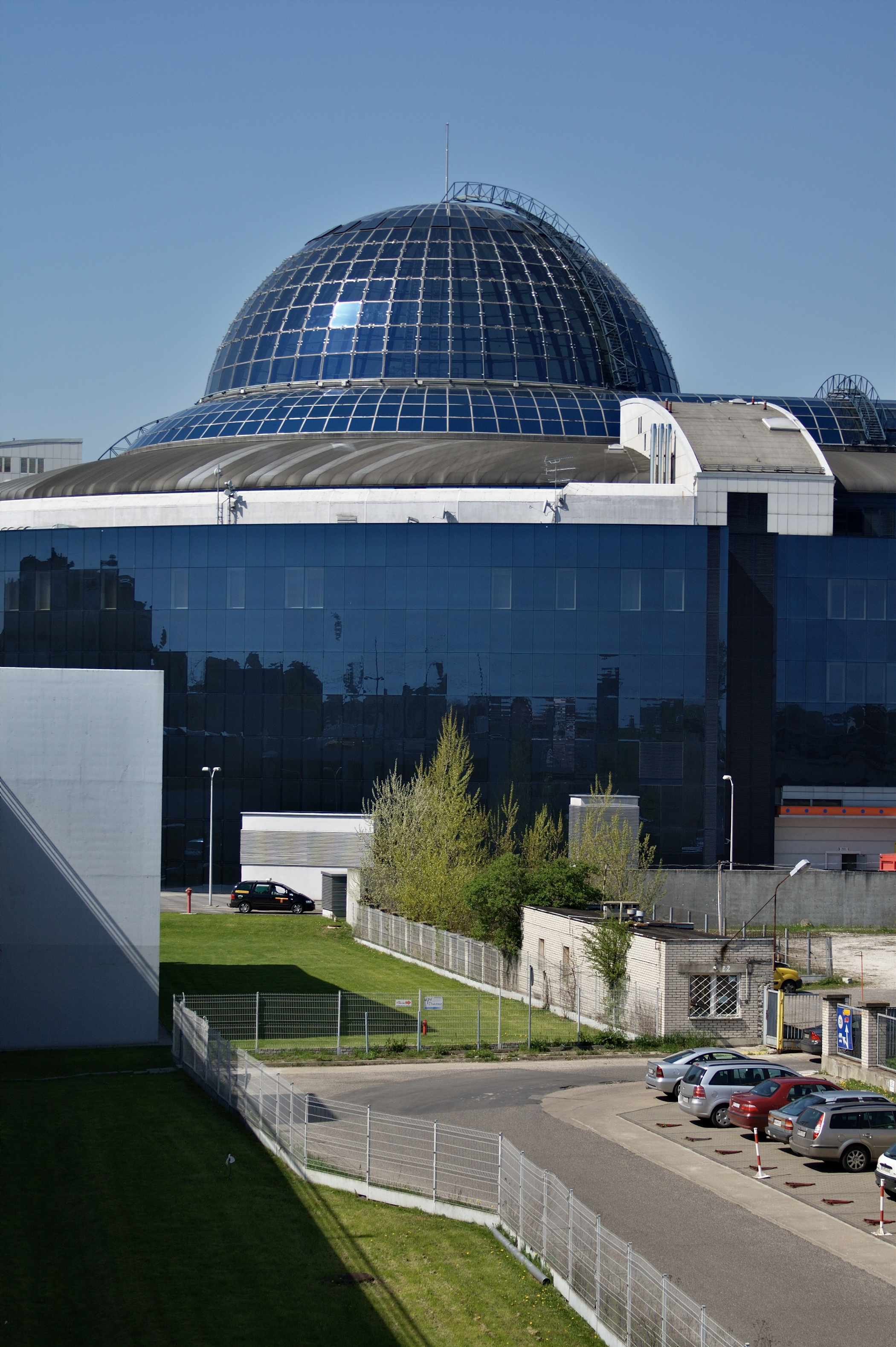
Extérieur
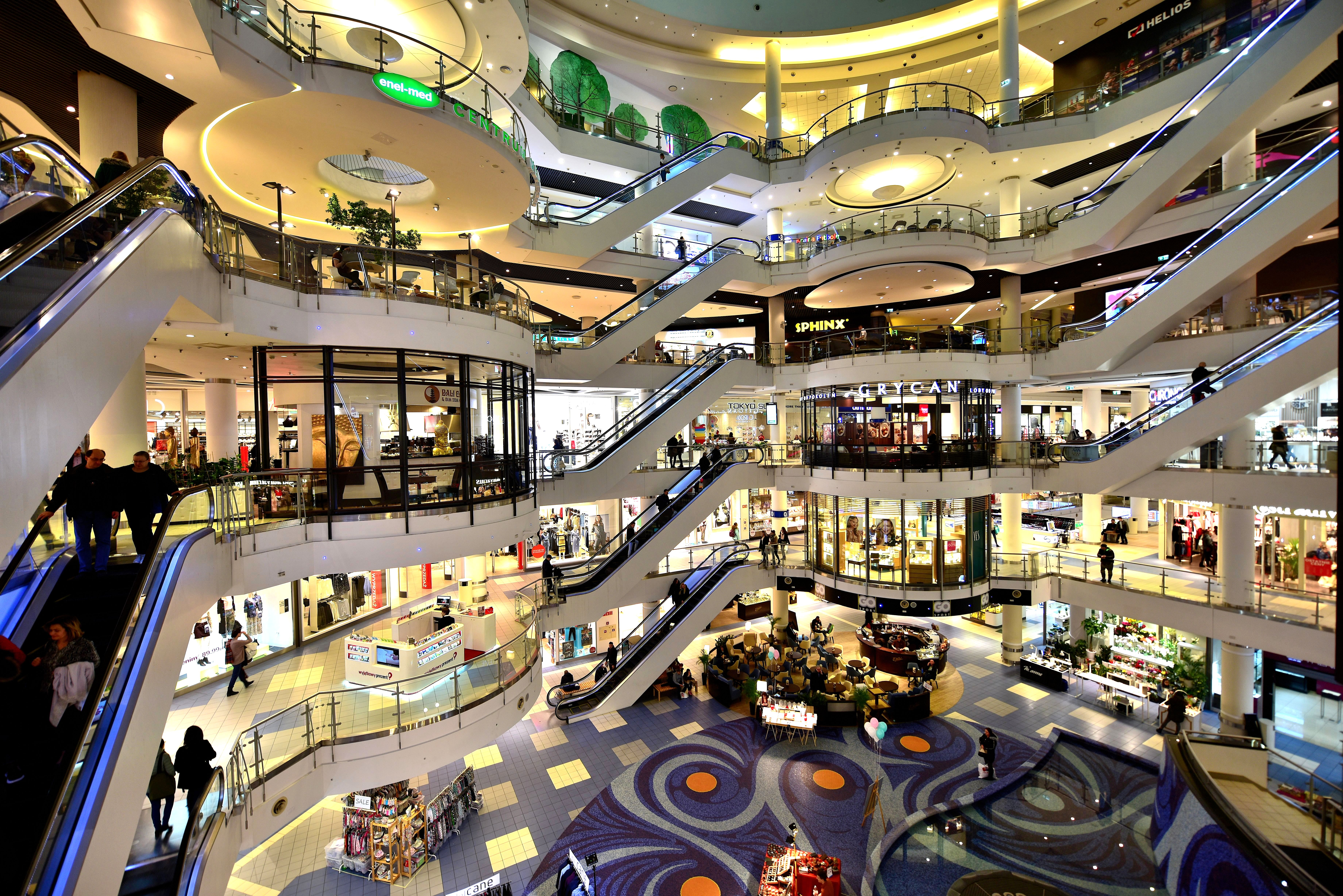
Intérieur
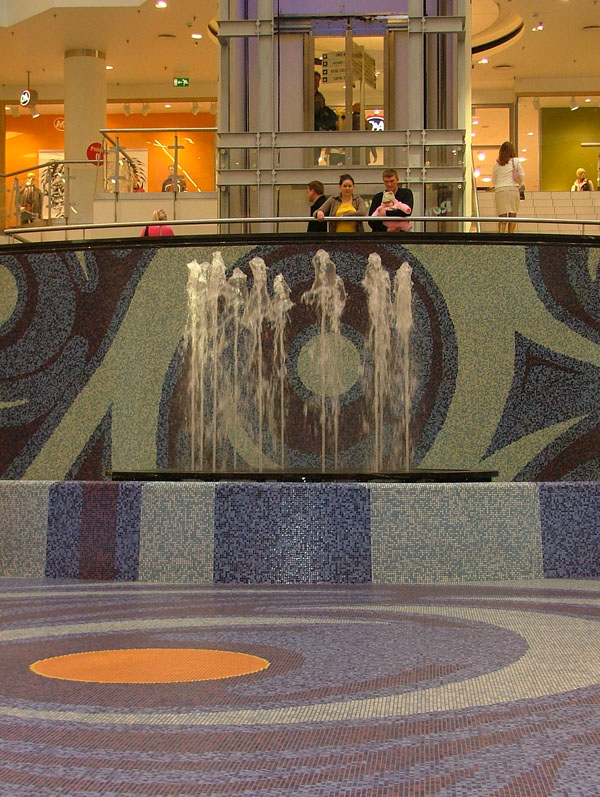
Fontaine